# Экстраполяция

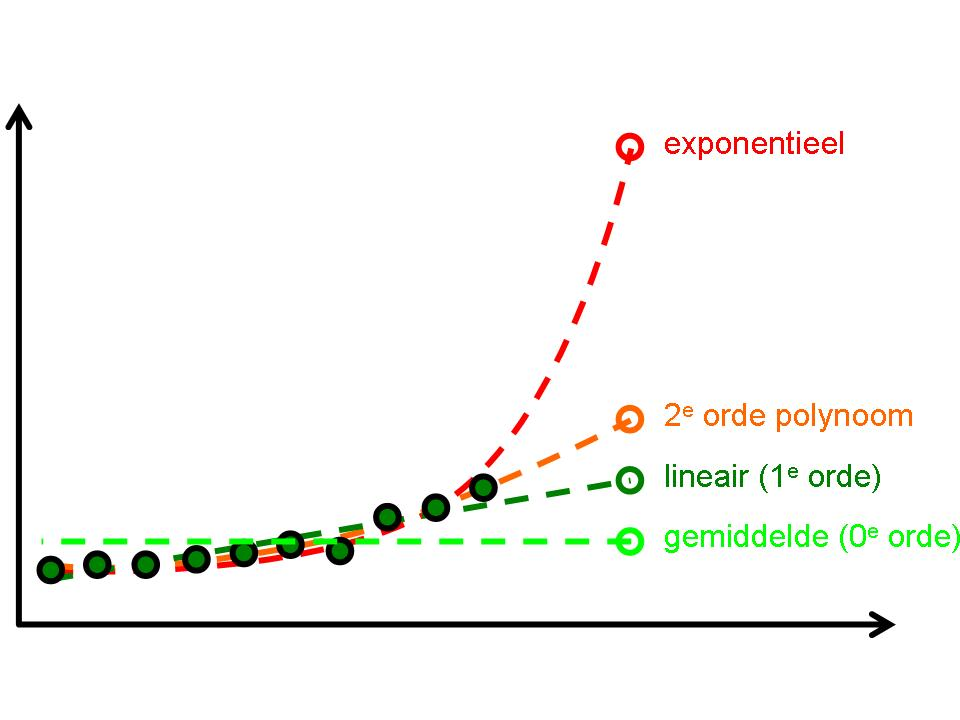
Примеры разных экстраполяций в зависимости от выбранной модели для интерпретации одних и тех же исходных данных

Экстраполя́ция, экстраполи́рование (от лат. extrā — вне, снаружи, за, кроме и лат. polio — выправляю, изменяю) — в математике и статистике особый тип аппроксимации, при котором функция аппроксимируется вне заданного интервала, а не между заданными значениями. Иными словами, экстраполяция — приближённое определение значений функции {\displaystyle f(x)} в точках {\displaystyle x}, лежащих вне отрезка {\displaystyle [x_{0},x_{n}]}, по её значениям в точках {\displaystyle x_{0}<x_{1}<...<x_{n}}.
В более общем смысле экстраполяция — перенос выводов, сделанных относительно какой-либо части объектов или явлений, на всю совокупность данных объектов или явлений, а также на их другую какую-либо часть.

## Методы
Методы экстраполяции во многих случаях сходны с методами интерполяции.
Одним из наиболее распространённых методов экстраполяции является параболическая экстраполяция, при которой в качестве значения {\displaystyle f(x)} в точке {\displaystyle x} берётся значение многочлена {\displaystyle P_{n}(x)} степени {\displaystyle n}, принимающего в {\displaystyle n+1} точке {\displaystyle x_{n}} заданные значения {\displaystyle y_{i}=f(x_{i})}. Для параболической экстраполяции пользуются интерполяционными формулами.

## Примеры
В 2000 году человек мог купить на свою зарплату 10 пар обуви. В 2020 году — 20 пар обуви. Сколько пар обуви сможет человек купить в 2040 году?
Ответ: абсолютный прирост составил 10 пар обуви за 20 лет. Если использовать линейную экстраполяцию, то в 2040 году человек сможет купить ещё на 10 пар больше, то есть 30 пар обуви
Относительный прирост составил 100 % за 20 лет. Если использовать параболическую экстраполяцию, то в 2040 году человек сможет купить на 100 % больше, то есть 40 пар обуви.
Выбор линейной или параболической экстраполяции лучше сделать относительно её функции и графика. Если достоверно известно, что функция линейна, тогда используется линейная экстраполяция. Для некоторых функций очень сложно определить их вид, поэтому необходимо учитывать обе модели экстраполяции.